# 神奈川県立大師高等学校
神奈川県立大師高等学校（かながわけんりつ だいしこうとうがっこう）は、神奈川県川崎市川崎区に所在する公立の高等学校。
1996年度に普通科からの改編を行って、県下初の総合学科を設置し、1998年度に総合学科体制が完成したが、2017年度入学生より単位制の普通科に改編した。

## 設置学科
- 普通科（単位制）

平成28年度入学生まで
- 総合学科

## 沿革
- 1982年 - 神奈川県立南部方面新設校の設立準備を開始する。
- 1983年 - 神奈川県立大師高等学校として設立告示される。同年4月開校。
- 1996年 - 神奈川県初の総合学科の高校として改編される。

## 部活動
- 野球部　
公立高校強豪校と呼ばれていた。創部2年半で秋ベスト4、次年の春にもベスト4に入り、その年の夏の第一シード校（大師・桐蔭学園・東海大相模・藤沢商業）となる。[要出典]
2010年8月、1期 - 12期までの初期のメンバーが軸となり「大師高等学校硬式野球部OB会」が発足。「マスターズ甲子園・神奈川大会」に出場した。
- 陸上競技部
1990年5月、当時2年生であった樋渡恒行が県総体で2m04cmを跳び2位に入り、大師高校初の関東大会出場を果たす。2m04cmは当時、関東3位の記録に相当した。[要出典]

## 交通
JR東海道線・京浜東北線川崎駅から臨港バス川21・塩浜二丁目行きで、大師高校前下車

## 行事
- ふれあいキャンプ - 入学してからすぐに行われる校外学習。

- 体育祭 - 6月初旬。

- 繋心祭 - （けいしんさい）夏休み明けに行われる。文化部の発表の場を拡げるとともに、運動部や文化部同士の繋がりをより深めている。

- 文化祭 - 翔心祭とよばれ、毎年10月頃に行われる。総合学科改編以来地域との連携を深めている。
- 修学旅行 - 沖縄。(2022年度入学生は北海道)

## 地域との関わり
- 2006年以降、南大師中学校、富士見中学校にて出張授業などを実施。
- 地域の祭りに参加する[要出典]。

## 著名な出身者
- 山村佑樹（水戸ホーリーホック所属）
- 吉濱遼平（レノファ山口FC所属）